# Liechtensteiner Leichtathletikverband
Der Liechtensteiner Leichtathletikverband (LLV) (auch Liechtenstein Athletics) ist der Fachverband für Leichtathletik in Liechtenstein.

## Zweck
Ziel des LLV ist die Förderung der Leichtathletik und Pflege ihres Ansehens innerhalb des Gesamtsportes. Dazu arbeitet er auch mit anderen Organisationen und Institutionen zusammen. Der Verband fördert neben Spitzensport und Nachwuchsarbeit auch den Breitensport. Neben der Interessenvertretung seiner Mitglieder kümmert er sich um entsprechende Dienstleistungen.

## Kooperationen
Der Verband ist dem internationalen Leichtathletikverband World Athletics angegliedert und darüber auch am europäischen Leichtathletikverband EAA. Der LLV ist Mitglied beim Liechtenstein Olympic Committee (LOC). Partner sind der Schweizer Leichtathletikverband (Swiss Athletics) und der St. Galler Leichtathletik-Verband (SGALV). Der Verband hat sich verpflichtet, „alles zu unternehmen, um die Verwendung der von der WADA und Antidoping Schweiz verbotenen Substanzen zu unterbinden, verbotene Massnahmen zu unterlassen sowie auf jegliche anderen dopingrelevanten Praktiken zu verzichten.“

## Zusammensetzung
Der Liechtensteiner Leichtathletikverband besteht aktuell aus sechs Vereinen (Stand: Anfang Juli 2021).

## Geschichte
Der LLV wurde 1984 gegründet. Bis 2011 war neben dem LLV noch der Liechtensteiner Turn- und Leichtathletikverband (LTLV) für die Leichtathletik zuständig. Im Jahre 2011, nach 30-jährigem Nebeneinander, wollten der LTLV und der LLV die Strukturen den internationalen Standards anpassen und verteilten die Aufgaben, wobei der LTLV für das Turnen und der LLV für die Leichtathletik als eigenständige Verbände in Liechtenstein verantwortlich wurden. Aufgrund der Strukturänderung wurde 2013 eine Namensänderung des Liechtensteinischen Turn- und Leichtathletikverbandes vorangetrieben und aus dem LTLV wurde der Turnverband Liechtenstein (TVL).